# Remembrement
 (février 2012).
 (février 2015).

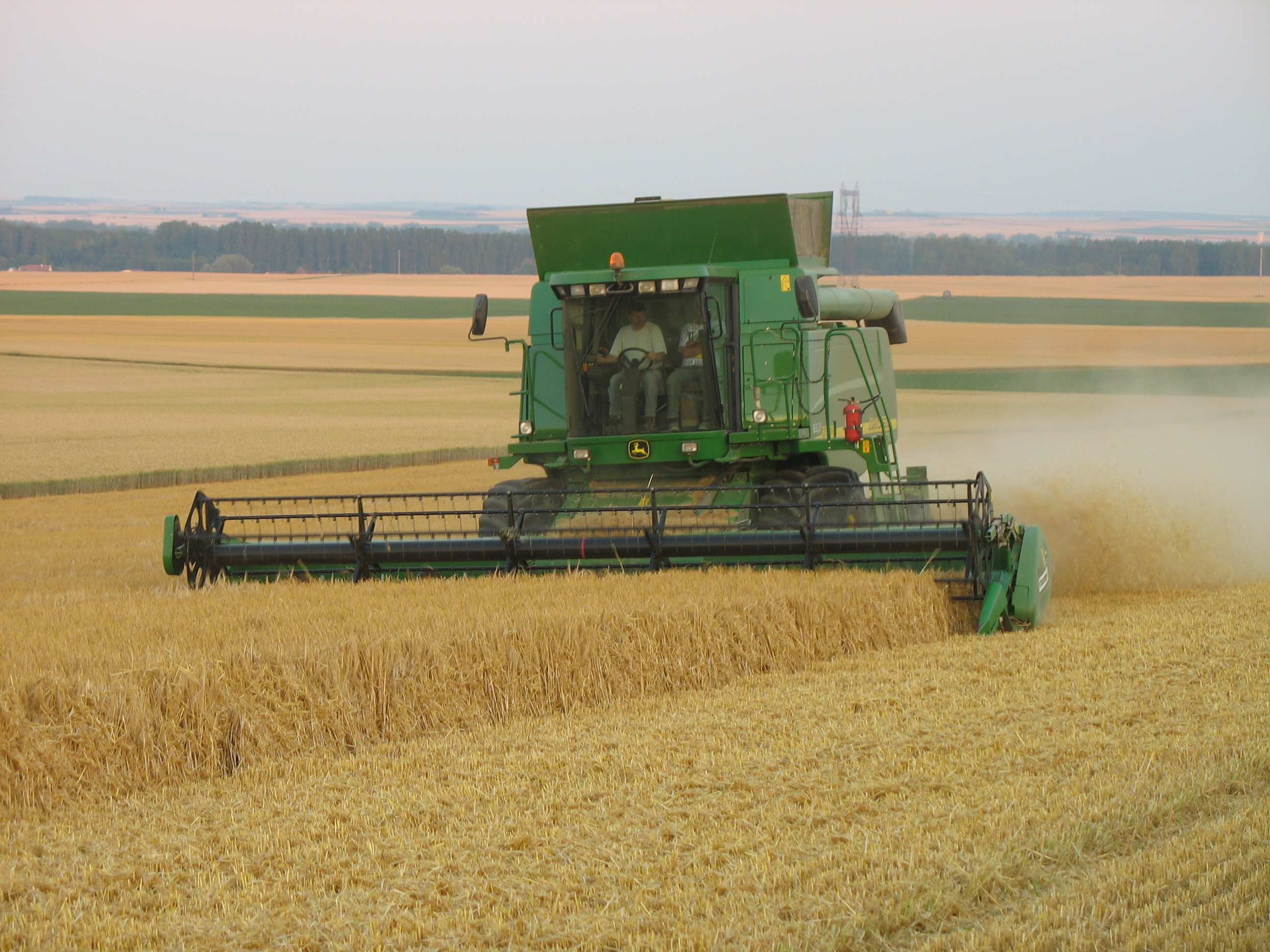
Après la Première Guerre mondiale, le moteur à explosion remplace la machine à vapeur qui elle-même remplaçait la force animale et humaine, imposant une modification du paysage et des pratiques agricoles.

Le remembrement (du latin remomare signifiant pour les propriétaires durant l'Ancien Régime, retrouver par le souvenir les limites de propriété) consiste en une réorganisation foncière par une redistribution des parcelles cadastrales. Il s'agit le plus souvent d'un remembrement rural, qui a pour but la constitution d'exploitations agricoles d’un seul tenant sur de plus grandes parcelles afin de faciliter l'exploitation des terres.
Il vise aussi l'aménagement rural du périmètre où est mis en œuvre le regroupement des terres agricoles appartenant à un ou plusieurs agriculteurs.
Il existe également un remembrement urbain, opéré notamment après des destructions par faits de guerre. Ce fut par exemple le cas après la Seconde Guerre mondiale.

## Les aménagements fonciers en France

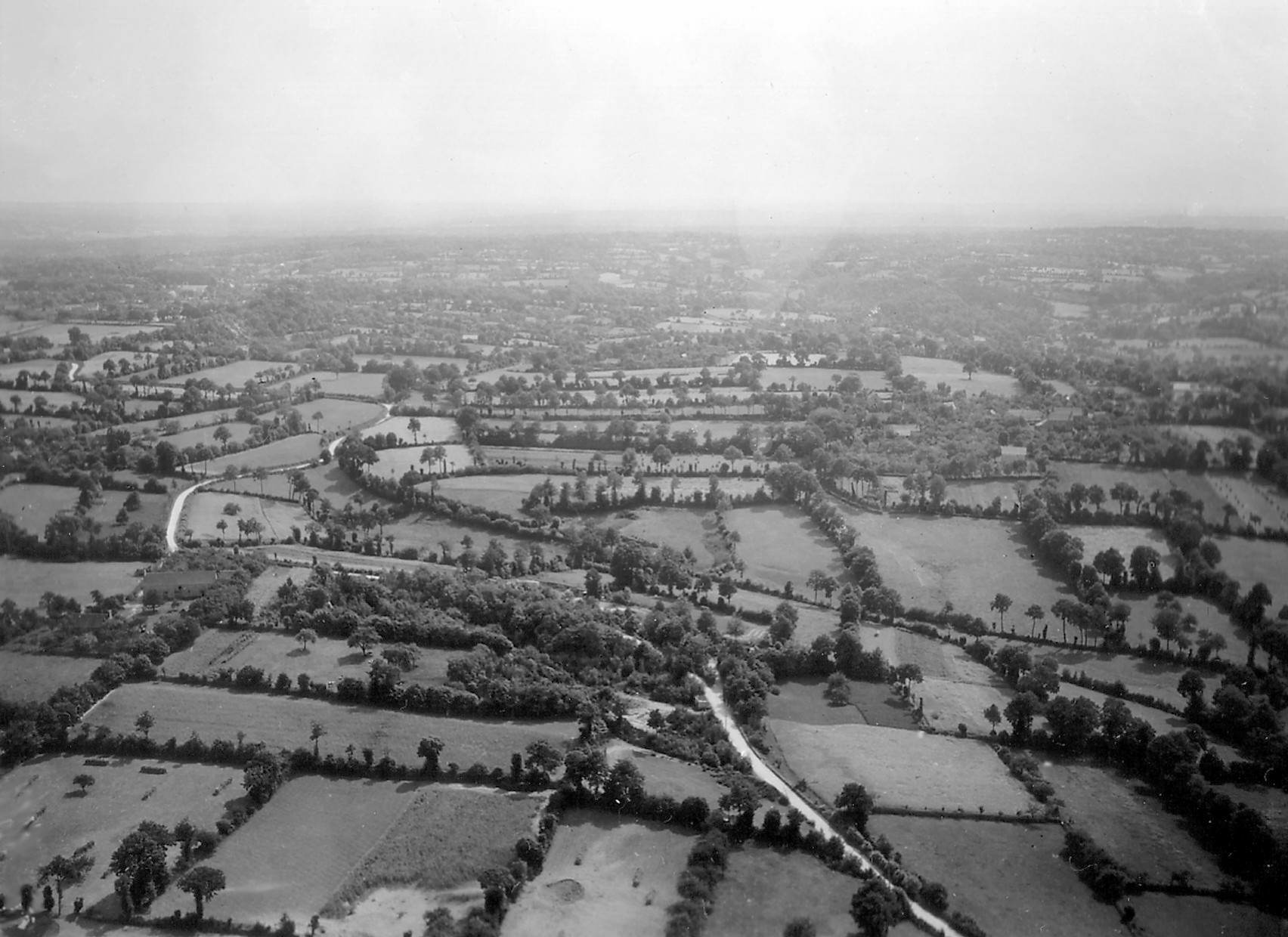
Le bocage traditionnel (ici du Cotentin, en France, vers 1945).

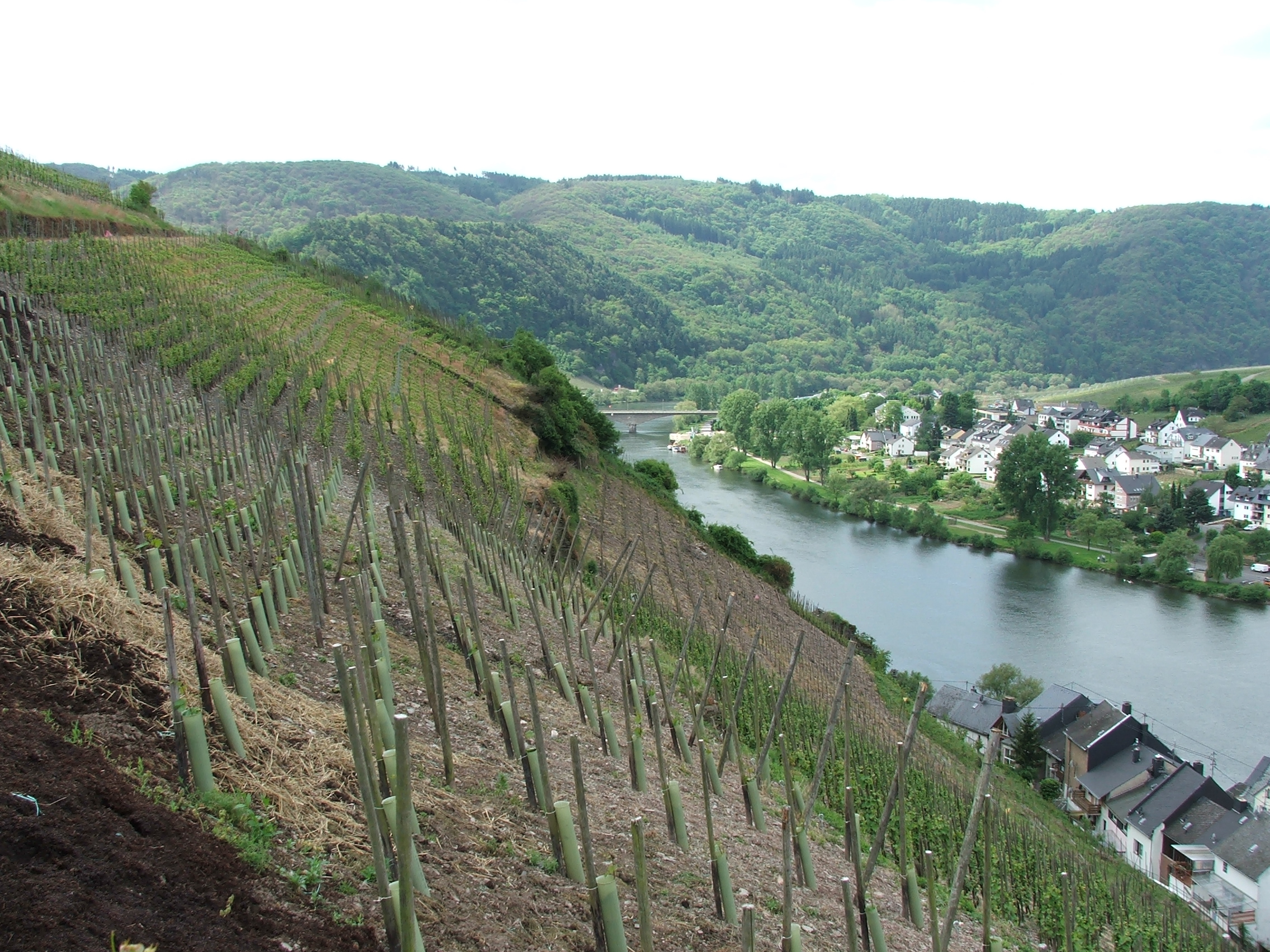
Les remembrements ont favorisé l'apparition de grandes parcelles de vignes ici, sur les coteaux de la Moselle.

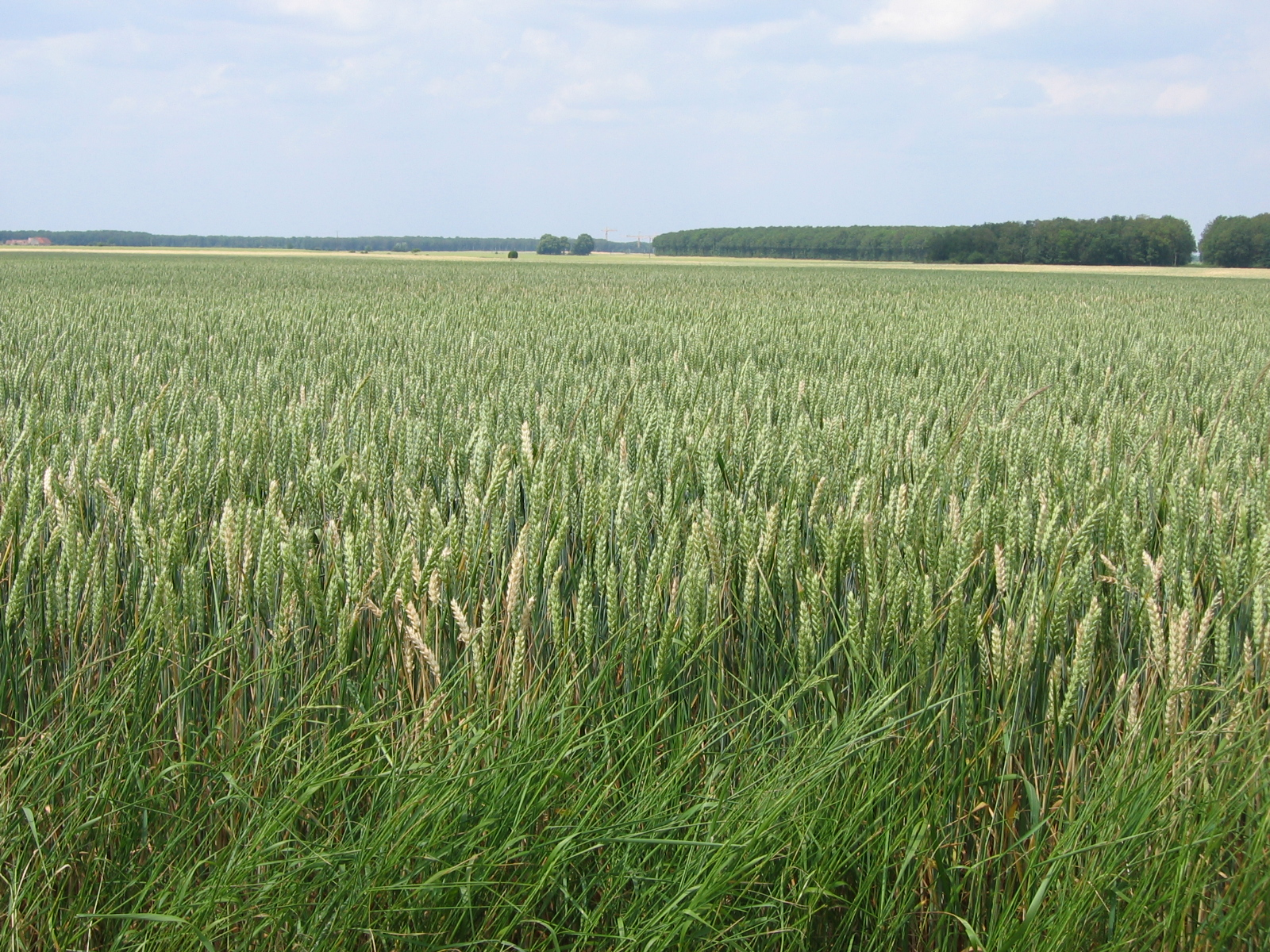
Paysage d'agriculture productive sur des parcelles remembrées dans la Beauce.

### Histoire du remembrement
Durant la période romaine, de nombreux remembrements, dont les traces sont encore visibles dans le paysage, furent effectués. Leur objectif était multiple :
- établir la propriété privée ou communautaire et répartir les terres entre autochtones et vétérans de l'armée[réf. souhaitée] ;
- produire une base simple et reconnue de cadastre ;
- maîtriser l'espace pour notamment mieux valoriser conjointement les routes et les cultures ;
- être une vitrine de Rome[réf. souhaitée], même à la campagne, loin de l'exemple des villes.

Des opérations de remembrement ont lieu au Moyen Âge et à l'époque moderne pour regrouper les biens des abbayes et en faire des grandes unités de production. Elles ont lieu également lors des périodes de croissance et de crise démographique. Les exploitants défendent farouchement leurs terres et commettent des crimes à ce sujet, en dépit des poursuites judiciaires, pratique agraire connue sous le nom de « mauvais gré » paysan : ils n'hésitent pas à détruire les récoltes des nouveaux-venus, à mutiler leur bétail, à incendier leurs maisons, à recourir au scopélisme ou aux lettres de menace, voire à les assassiner.
En France, le premier remembrement moderne a lieu à Rouvres-en-Plaine (Côte-d'Or) en 1707. Un siècle plus tard, le sénateur de Dijon cite en exemple ce remembrement. La pratique du remembrement privé commence à être massivement visible dans le bassin parisien durant le XIXe siècle. Par la suite, il se fait généralement avec le soutien des pouvoirs publics.
La loi du 16 juin 1824 autorise les échanges libres de terrains entre particuliers afin de lutter contre le morcellement des parcelles agricoles et d'améliorer la productivité. Elle est rapidement abrogée du fait des excès qu’elle engendre. Différentes réflexions sont menées dans la seconde moitié du XIXe siècle.
L'organisation d'échanges collectifs et obligatoires des parcelles à l'échelle d'une commune, de façon à les regrouper autour des exploitations et à les agrandir, notamment pour faciliter la mécanisation agricole, débute au XXe siècle. À l'issue de la Première Guerre mondiale sont adoptées les lois du 27 novembre 1918 dites « Chauveau » sur le remembrement de la propriété rurale et l'instauration, de commissions arbitrales statuant sur les contestations entre les propriétaires, ainsi que la loi du 4 mai 1919 sur la délimitation, le lotissement et le remembrement des propriétés foncières dans les régions dévastées par la guerre.
Sous le régime de l'autorité de fait de Vichy, la « loi » du 9 mars 1941 veut mettre en place un outil juridique plus rapide et facile à utiliser. Après la Libération, l’ordonnance du 7 juillet 1945 reprend l'objectif de simplification de la « loi » de 1941.
Au début du XXe siècle, une première loi instaure le remembrement mais elle remporte peu de succès. La seconde, de 1941, n'est elle-même que lentement mise en œuvre. En 1946, il y a 145 millions de parcelles en France, avec une taille moyenne de 0,33 hectare. La taille de ces exploitations rend l'utilisation des tracteurs difficile et peu rentable. La somme allouée au remembrement par le ministère de l'agriculture passe de 62,9 millions de nouveaux francs en 1959 à 111,283 en 1960, soit environ le double. C'est à la fin des années 1960 que le remembrement atteint un pic avec plus de 500 000 ha remembrés par an. Entre 1946 et 2006, près de 18 millions d'hectares cumulés sont remembrés sur les 29 millions de la surface agricole utilisée française, mais ce chiffre doit être nuancé car de nombreuses communes ont été remembrées deux fois ou plus, tandis que des cantons n'ont jamais été remembrés.
Ces remembrements successifs affectent avant tout les paysages d'openfield et, dans un second temps, les paysages de bocages, supprimant près de 750 000 km de haies vives. Les régions sur lesquelles le remembrement s'est exercé à grande échelle étaient les régions les moins accidentées comme dans le nord de la France ou en Bretagne. Sur ces territoires, la suppression des obstacles physiques (haies, fossés, chemins) permettait de tirer le meilleur parti de la mécanisation des exploitations.

### Objectifs
En regroupant des parcelles de faibles superficies ou trop dispersées pour être facilement exploitables, le remembrement veut réduire les temps et coûts d'exploitation, faciliter et optimiser le travail de l'agriculteur en limitant ses déplacements et transports et en adaptant le parcellaire et la topographie aux techniques et engins agricoles modernes (mécanisation, engins plus grands et plus lourds tels que grands tracteurs et moissonneuses batteuses).
Le remembrement a comme principal objectif d'améliorer la structure des exploitations agricoles, mais il est souvent l'occasion de moderniser la voirie locale.
L'aménagement foncier agricole et forestier est précédé d'enquête publique et d'étude d'impact, incluant par exemple la construction de chemins nouveaux, la destruction de tout ou partie de l'ancien maillage des chemins, le déplacement de fossés, l'alignement de parcelles et de chemins, l'aplanissement des talus, l'arrachage et la réimplantation de haies (mesures compensatoires), le drainage des terres et, dans certains cas, le recalibrage des cours d'eau, avec ou sans subventions publiques et participations financières des agriculteurs.

## Impacts environnementaux
Le remembrement a largement été pratiqué en France (des années 1960 à 1980, moins fréquemment dans les années 1990). Il a engendré des impacts écopaysagers collatéraux importants, sur l'eau (inondations, drainage, eutrophisation) et les sols.

Dès les années 1960, des agronomes et naturalistes s'inquiètent des conséquences des arasements de talus, comblements de mares et arrachage d'arbres ou de haies pratiqués à l'occasion des remembrements. En 1954, l'émission État d’urgence, présentée par Roger Louis alerte le public quant à la banalisation des paysages et aux impacts environnementaux ; Paul Matagrin, directeur de l'École nationale supérieure d'agronomie de Rennes fondée en 1849 y dénonçait : 

« des conséquences climatiques, des problèmes d’eau, d’érosion des sols. Notre équilibre écologique ancestral s’est brisé et nous ne savons pas encore quelle sera la limite de ces destructions irréversibles. »

Le remembrement est une cause de la disparition du bocage.
Ces procédures ont souvent été critiquées pour avoir été la cause d'une destruction massive et non compensée du bocage et des réseaux de talus, ainsi que des réseaux de fossés, de mares et de micro-zones humides qui constituaient une trame verte fonctionnelle, écologiquement et agronomiquement utile en abritant de nombreux auxiliaires de l'agriculture.

### Projet de remembrement environnemental
Le remembrement, en tant que tel, n'existe plus aujourd'hui, puisque la loi relative au développement des territoires ruraux (LDTR du 23 février 2005) l'a remplacée par la procédure d'aménagement foncier agricole et forestier. Il aurait pu être réintroduit par le projet de loi sur la biodiversité, via un projet d'article créant le « Remembrement à finalité environnementale » mais ne l'a pas été.
En France le Grenelle de l'environnement a, en 2007, proposé l'idée d'instituer une nouvelle forme de remembrement qui réparerait ces dégâts, dit « remembrement environnemental » ou « remembrement écologique ». Le concept est également porté par un think tank français[Lequel ?] sur l'agriculture. Il figure sous le nom de « Remembrement à finalité environnementale » dans le Projet de loi pour la reconquête de la biodiversité, de la nature et des paysages examinée par le législateur en 2014.
Cette proposition répondait aussi à une demande du monde agricole d'un « Remembrement à finalité environnementale en particulier hydrologique », pour permettre de travailler la question de la qualité de l'eau sur l'ensemble du territoire en imaginant une distribution des parcelles en fonction des affectations hydrologiques.
Le remembrement environnemental aurait comme objectif de regrouper des terres agricoles appartenant à un ou plusieurs agriculteurs pour des raisons pratiques, comme le remembrement classique. Mais aussi de contribuer au remaillage écologique du territoire, pour des raisons environnementales.
Il doit contribuer à reconstituer la trame verte locale (thème retenu par le Grenelle de l'environnement) et par là même contribuer à la restauration du réseau écologique paneuropéen dont la trame verte est une des déclinaisons. À la différence du remembrement classique qui a souvent contribué au recalibrage des cours d'eau, à la suppression et/ou à la rectification des chemins, talus, haies et au drainage de certaines zones humides, ce nouveau remembrement viserait au contraire à restaurer, protéger et gérer les ressources naturelles, sol et zones humides en particulier, en agençant les parcelles agricoles en tenant compte du relief, des risques d'érosion, de la géologie et de la pédologie, etc.. Il pourrait aussi contribuer à restaurer une fonction de puits de carbone aux éléments du paysages non cultivés et non artificiels.
Au soir des tables rondes du Grenelle de l'environnement, le 25 octobre 2007, ce n'était encore qu'un concept et une proposition qui ne semble pas avoir été clairement ou précisément citées dans les mesures retenues dans le cadre du Grenelle.

Il pourrait déjà s'appuyer sur de nouveaux outils tels que le « bail environnemental » ou la « Zone agricole protégée » (ZAP).
Les opérations de remembrement sont le plus souvent menées à l'occasion de la construction d'infrastructures nouvelles comme des autoroutes ou des lignes ferroviaires qui doivent théoriquement contribuer à préserver les milieux naturels et pour ce faire s'accompagner d'études d'impact.
En 2014, à la suite des propositions du Grenelle de l'environnement et d'un groupe de réflexion agricole, un projet de loi devant être examiné mi-2014 propose la possibilité de procéder à un « remembrement à finalité environnementale ».

### Remembrement écologique
Le remembrement écologique consiste à réparer l'existant à la suite des remembrements précédents par différentes formes d'action. Le remembrement écologique permet de restaurer des ensembles cohérents en créant par exemple, des corridors écologiques.
Il peut s'agir d'une formule de bail (action publique) assorti de clauses environnementales. En lien avec une mairie, le remembrement écologique peut faire partie d'une démarche communale associée à la valorisation des sous-produits de l’élagage des haies, création de circuits courts pour la vente de produits, réhabilitation des maisons en terre, aménagement de chemins de randonnée. Il s'agit parfois d'un aménagement alternatif du territoire associé à la rénovation de chemins pédestres, recréation de haies denses (essences locales), création d’un écomusée, circuits courts de production et vente de produits locaux labellisés. Ce sont des démarches innovantes, individuelles ou collectives portées par des agriculteurs.

### Le remembrement: outil d'aménagement du monde rural

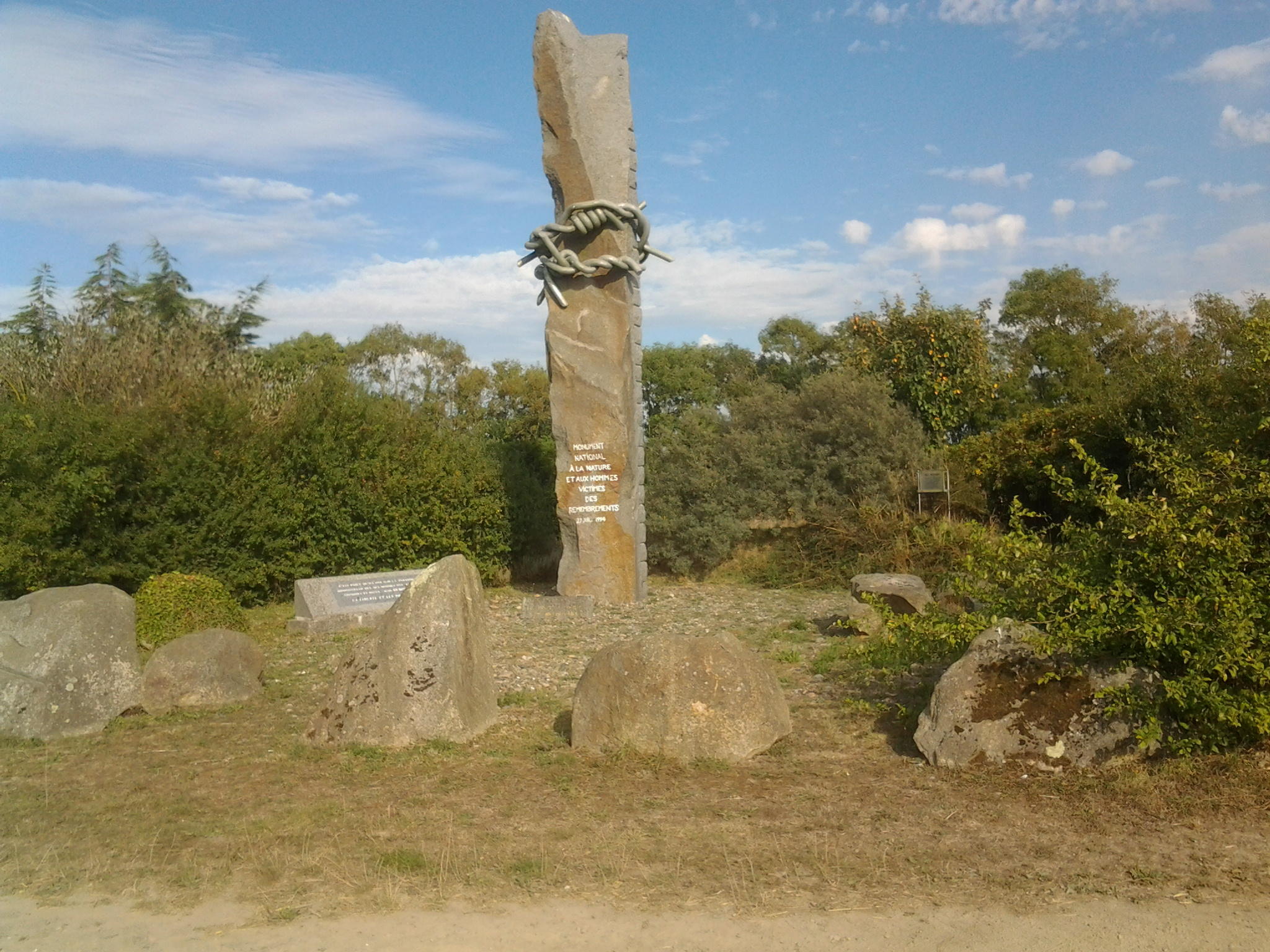
Monument de Geffosses (Normandie) à la nature et aux hommes victimes du remembrement

En France, le remembrement est maintenant très encadré par la loi, qui prévoit une procédure concertée, mais qui en fin de compte s'impose aux propriétaires et exploitants pour permettre que sa mise en œuvre ne soit pas compromise par le désaccord d'une partie des personnes concernées.
Dans les années 1990, avec la prise en compte croissante des questions sociales, écologiques, sanitaires, des besoins de gestion qualitative et quantitative de l'eau, le regard des élus locaux, des agriculteurs et du public sur le remembrement et sur le paysage a commencé à changer. D'un outil d'industrialisation de l'agriculture, le remembrement est devenu un outil d'aménagement du monde rural.
Le remembrement s'accompagnait autrefois d'un important appauvrissement écologique du milieu ; par intensification de l'agriculture, et surtout à la suite de la destruction du réseau de haies, talus, fossés et points d'eau, ce qui aggravait l'érosion des sols et la pollution de l'eau.
Il fit l'objet de contestations multiples, notamment celle de Georges Lebreuilly, agriculteur de Geffosses (50), entre 1983 et 1989, qui devint maire de sa commune en 1989 et y fit édifier en 1994 un Monument national à la nature et aux hommes victimes des remembrements. Dans un reportage sur l'histoire et aux conséquences du remembrement, Inès Léraud et Pierre Van Hove présentent de nombreux cas d'opposition locale au remembrement, notamment à Fégréac. 
Aujourd'hui l'État et les départements, quand ils accompagnent financièrement les remembrements, conditionnent leurs aides au respect de conditions environnementales et de procédures légales. Elles doivent maintenant être accompagnées de mesures compensatoires, visant notamment à reconstituer ou préserver les milieux naturels détruits, et pour ce faire s'accompagner d'études d'impact.
Les grands remembrements sont maintenant le plus souvent induits par la construction d'infrastructures nouvelles telles qu'autoroutes et voies ferrées fragmentant le parcellaire agricole.
Dans les régions viticoles historiquement sujettes à l'érosion, le remembrement est encore présenté comme un moyen utile pour la combattre.
On parle parfois aussi de « remembrement urbain » à propos d'opération d'aménagement foncier ayant pour but une redistribution des propriétés urbaines.

## Échange parcellaire

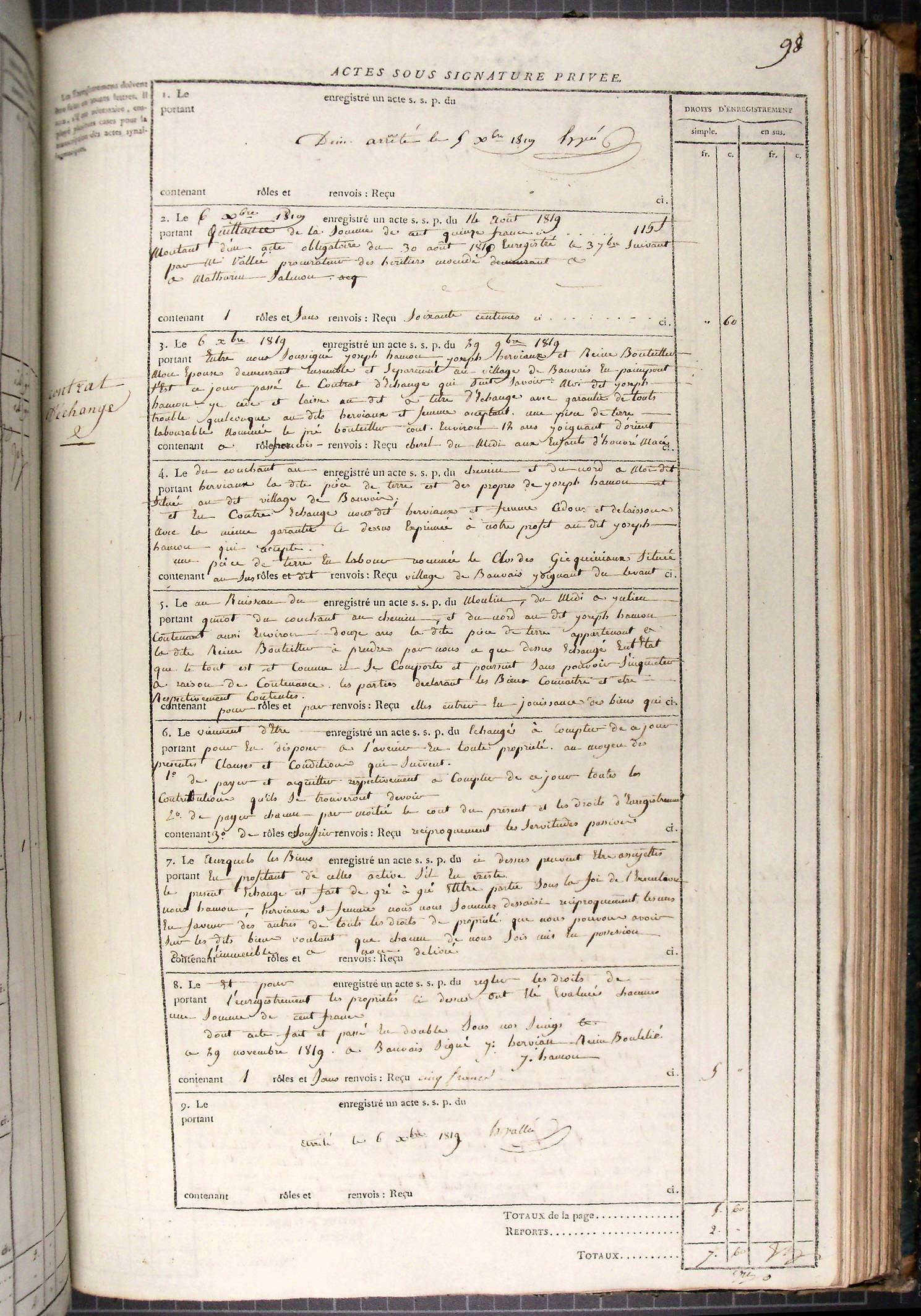
Transcription d'un acte d'échange de terres en France en 1819 dans les registres de l'Enregistrement.

L'échange parcellaire est l'initiative de deux exploitants visant à améliorer la disposition de leurs terres en échangeant une part de celles-ci, donc sans investissement financier conséquent. Il s'est donc pratiqué de tout temps et en tout lieu, c'est-à-dire avant comme après un éventuel remembrement.
Les objectifs et les principes de l'échange sont assimilables à ceux du remembrement, mais sont beaucoup plus faciles à respecter, deux personnes et deux terrains étant en cause. Il s'agit aussi davantage de redessiner les terres et de les rapprocher du cœur de l'exploitation que d'agrandir la surface moyenne des parcelles. L'échange une fois convenu est officialisé selon les usages et règlements locaux.
Après un remembrement, l'échange vient en complément de celui-ci dans les années qui suivent, puis plus tard, est utilisé pour une adaptation à une possible évolution des pratiques agricoles (agriculture plus - ou moins - intensive ; répartition entre culture et élevage), l'intérêt d'une parcelle dépendant de son mode d'exploitation. Une variante de l'échange parcellaire se pratique, non entre propriétaires, mais entre locataires par un simple arrangement.
L'échange de terres est une pratique freinée par des obstacles psychologiques : attachement à la terre, routine, mauvaises relations entre exploitants, peur de perte dans l'échange, etc. En France, à l'occasion du Salon des productions animales - carrefour européen (SPACE) de 2010, ont été présentées ces difficultés ainsi que les expériences positives en Bretagne (positives c'est-à-dire quand la démarche « gagnant-gagnant » a abouti).
En France, l'échange, lorsqu'il est pratiqué dans un but de remembrement, n'est pas soumis aux droits de mutation ; seul le salaire du conservateur des hypothèques est demandé (soit 0,10 % du prix ou de la valeur exprimés dans l’acte notarié). Il est aussi exigé que les immeubles échangés soient dans la même commune ou dans des communes limitrophes. Si une terre échangée fait l'objet d'un bail rural, le locataire suit toujours le propriétaire ou le bail est résilié en partie ou en totalité.

### Vidéographie
- [vidéo] Public Sénat, « Le village qui voulait replanter des arbres », sur YouTube, 22 février 2025.